# Anphira branchialis
Anphira branchialis is een pissebed uit de familie Cymothoidae. De wetenschappelijke naam van de soort is voor het eerst geldig gepubliceerd in 1993 door Thatcher.